# 傑克遜鎮區 (明尼蘇達州斯科特縣)
傑克遜鎮區（英語：Jackson Township）是位於美國明尼蘇達州斯科特縣的一個行政鎮區。

## 地方資料
傑克遜鎮區的面積為93.06平方千米，當中陸地面積為92.94平方千米，而水域面積為0.12平方千米。根據2020年美國人口普查的數據，當地共有人口1616人，而人口密度為每平方千米17.37人。